# Бердорф (комуна)
Бердорф (люксемб. Bäerdref, фр. Berdorf, нім. Berdorf) — комуна Люксембургу. Входить до складу кантону Ехтернах в окрузі Гревенмахер.

## Географія
Площа території комуни становить 21,93 км² (44-е місце за цим показником серед 116 комун Люксембургу).
Висота найвищої точки комуни над рівнем моря складає 384 метрів (75-е місце за цим показником серед комун країни), найнижчої — 165 метрів (13-е місце).

## Демографія
Станом на 2011 рік на території комуни мешкало 1 695 ос.
Динаміка чисельності населення:

## Адміністративний поділ
До складу комуни входять такі поселення:
| Поселення       | Населення за даними переписів: | Населення за даними переписів: | Населення за даними переписів: |
| Поселення       | на 31.03.1981                  | на 01.03.1991                  | на 15.02.2001                  |
| --------------- | ------------------------------ | ------------------------------ | ------------------------------ |
| Бердорф         | 633                            | 737                            | 872                            |
| Боллендорф-Понт | 219                            | 162                            | 165                            |
| Вайлербах       | н/д                            | 89                             | 267                            |

## Пам'ятки

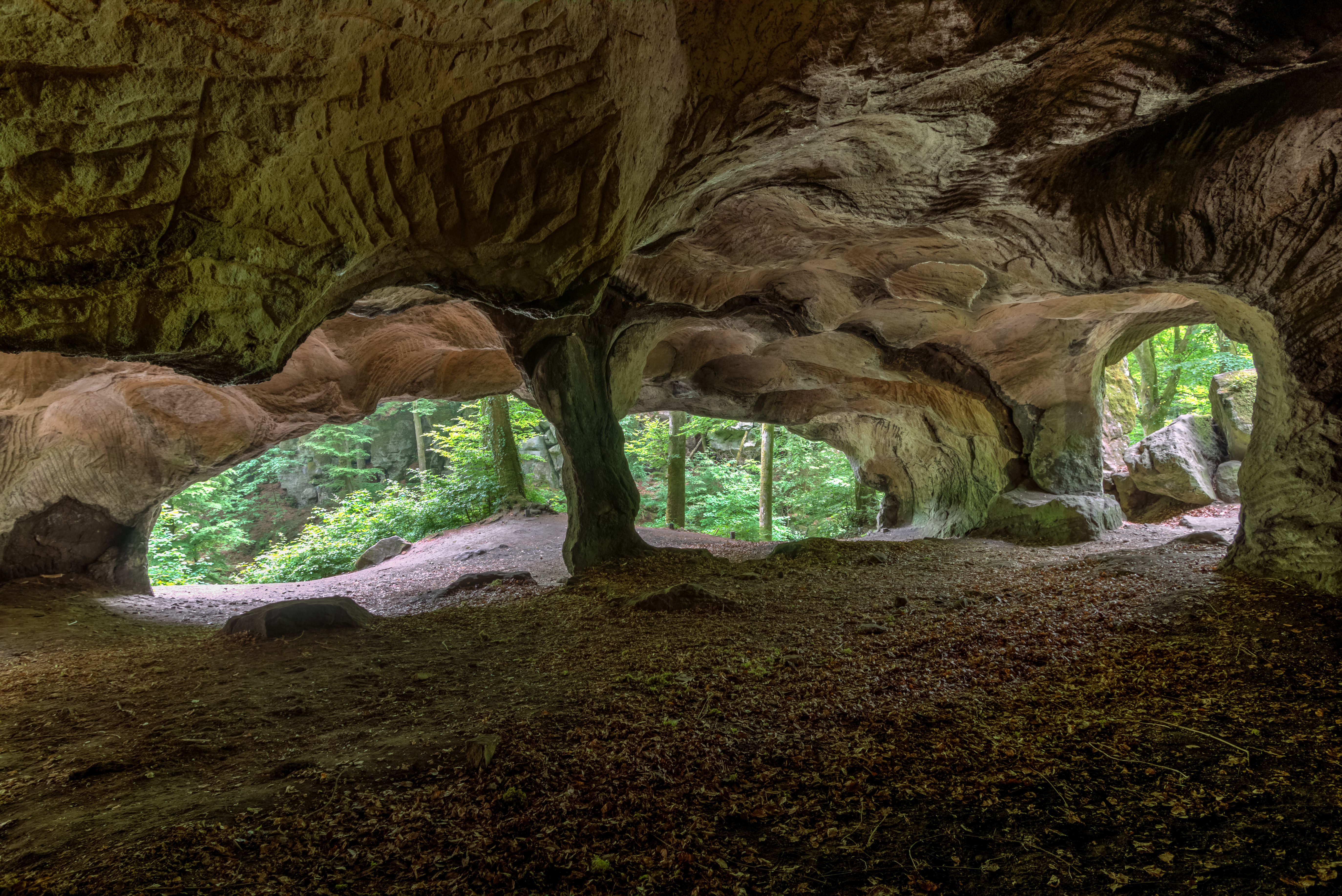
Грот «Hohllay» («пуста скеля») у комуні Бердорф